# Pseudocyclosorus subfalcilobus
Pseudocyclosorus subfalcilobus är en kärrbräkenväxtart som beskrevs av Kung Hsieh Shing och Ren-Chang Ching.
Pseudocyclosorus subfalcilobus ingår i släktet Pseudocyclosorus och familjen Thelypteridaceae. Inga underarter finns listade i Catalogue of Life.